# Den hemliga sjöjungfrun
Den hemliga sjöjungfrun är en serie fantasyromaner av författaren Sue Mongredien, som gavs ut 2009 på original på engelska och 2013 på svenska av Tukan förlag i Göteborg. Serien handlar om Molly Holmgren, en flicka som på nätterna förvandlas till en sjöjungfru och tillsammans med sina sjöjungfru-vänner upplever fantastiska äventyr, blir vän med havsdjur, letar upp magiska snäckor, och vinner över en ond havsdrottning.

## Rollfigurer
- Molly Holmgren (original: Molly Holmes) - en flicka i yngre skolåldern (exakt ålder nämns inte), som får en magisk snäckbit av sin farmor. Med hjälp av den förvandlas hon på natten till "den hemliga sjöjungfrun".
- Ella, Delfi, Korall, Pärla, Svala (Ella, Delphi, Coral, Pearl, Shivana) - fem sjöjungfrur som tillsammans med Molly är de sex "Snäckväktarna", som har var sin bit av en magisk snäcka.
- Den goda drottning Måna (Queen Luna) - härskarinna över Djuphavsriket.
- Hennes dotter, prinsessan Silva (Princess Silva).
- Den onda drottningen Carlotta (The Dark Queen Carlotta).
- Mollys mänskliga familj: mamma, pappa, farmor, lillebror.

## Böcker i serien
Tolv böcker i serien "Den hemliga sjöjungfrun" har getts ut på svenska på Tukan Förlag:
- Vulkanen i djupet, utgiven 2013-04-09 ISBN 9789174016185

- Den onda drottningens återkomst, utgiven 2013-04-09, ISBN 9789174016192
- Ett havsäventyr, utgiven 2013-04-10, ISBN 9789174016154
- Rädda revet, ugiven 2013-04-09, ISBN 9789174016178
- Sköldpaddor i nöd, utgiven 2014-05-16, ISBN 9789174019254
- Den onda drottningens hämnd, utgiven 2014-05-16  ISBN 9789174019278
- Den magiska snäckan, utgiven 2013-04-10, ISBN 9789174016147
- Undervattensmagi, utgiven 2013-04-09, ISBN 9789174016161
- Sjöhästarnas SOS, utgiven 2014-05-16, ISBN 9789174019223
- Delfiner i fara, utgiven 2014-05-16, ISBN 9789174019230
- Pingvinkrisen, utgiven: 2014-05-16, ISBN 9789174019247
- Rädda valarna!, utgiven: 2014-05-16, ISBN 9789174019261